# عضو پارلمان اروپا

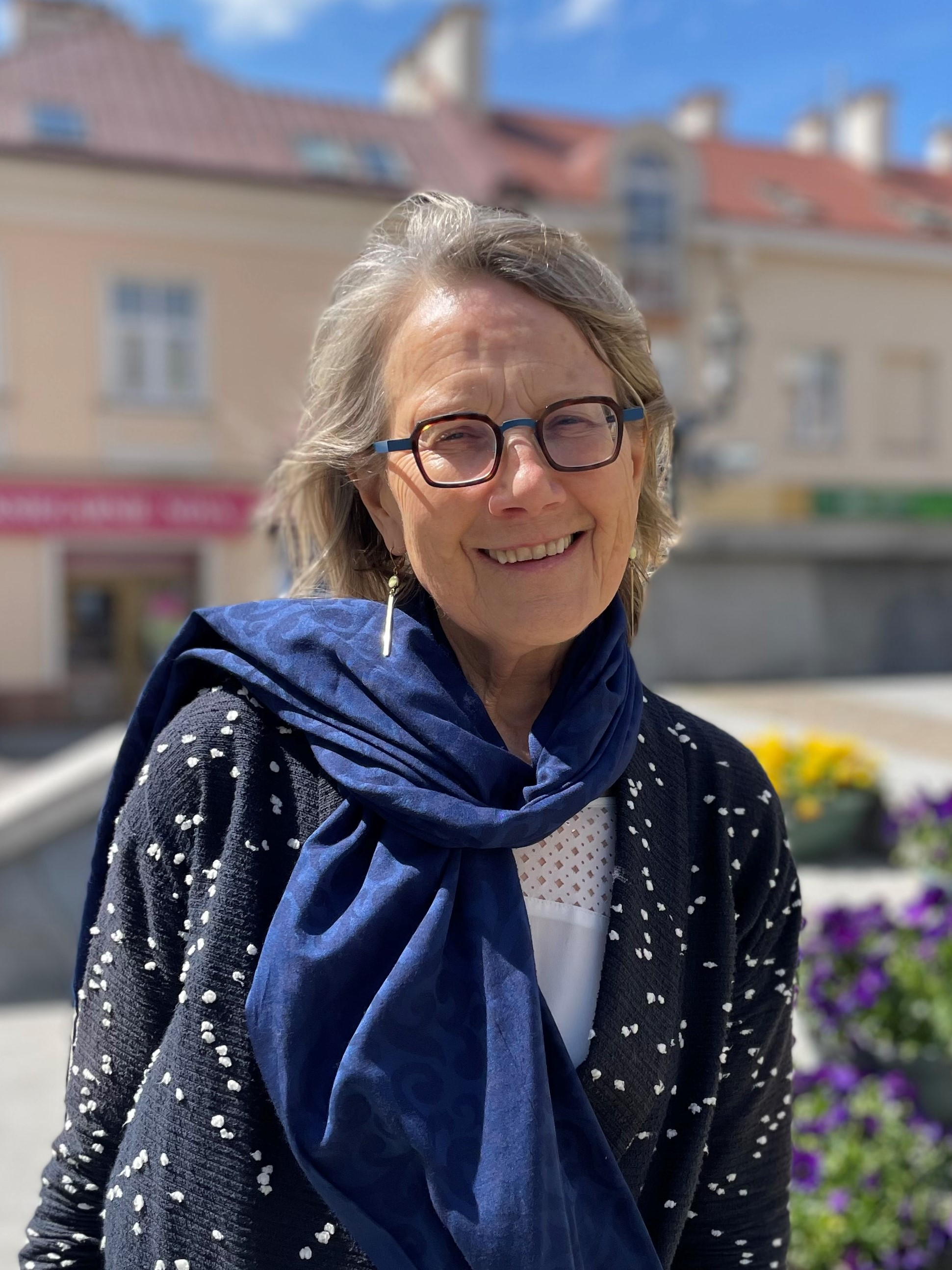
«روزلین لوفرانسوا» او از اعضای سابق پارلمان اروپا بین سال‌های ۲۰۰۷ تا ۲۰۰۹ بود.

عضو پارلمان اروپا کسی است که برای کار به عنوان نماینده مردم در پارلمان اروپا انتخاب شده‌است. زمانی که پارلمان اروپا تأسیس شد، اعضای پارلمان اروپا به‌طور مستقیم توسط دولت‌های عضو از میان کسانی که پارلمان‌های ملی شان حضور داشتند منصوب شدند. از سال ۱۹۷۹ اعضای پارلمان اروپا به‌طور مستقیم با حق رأی جهانی انتخاب شده‌اند. هر کشور عضو روش خود را برای انتخاب نمایندگان پارلمان اروپا ایجاد کرده – و در برخی از کشورها این طول زمان تغییر کرده‌است – اما این سیستم باید نوعی نمایندگی تناسبی باشد.